# Saison 5 de Rookie Blue
Chronologie
Saison 4 Saison 6
Cet article présente les épisodes de la cinquième saison de la série télévisée canadienne Rookie Blue.

## Généralités
Le 17 juillet 2013, Shaw Media et ABC ont annoncé le renouvellement de la série pour une cinquième saison,.
Cette cinquième saison était composée dans un premier temps de 22 épisodes, dont les onze premiers ont été diffusés durant l'été.
Le 7 août 2014, Tassie Cameron, créatrice de la série, annonce que la seconde moitié de la saison 5 sera estampillé en tant que saison 6 et sera diffusé courant 2015.

## Distribution de la saison

### Acteurs principaux
- Missy Peregrym (VF : Christine Bellier) : Andy McNally
- Gregory Smith (VF : Hervé Rey) : Dov Epstein
- Charlotte Sullivan (VF : Pamela Ravassard) : Gail Peck
- Enuka Okuma (VF : Alice Taurand) : Traci Nash
- Travis Milne (VF : Alexandre Guansé) : Chris Diaz
- Peter Mooney (VF : Stéphane Pouplard) : Nick Collins
- Matt Gordon (en) (VF : Pascal Montségur) : Oliver Shaw
- Ben Bass (VF : Patrick Mancini) : Sam Swarek
- Priscilla Faia (VF : Edwige Lemoine) : Chloe Price
- Oliver Becker (VF : Stéfan Godin) : Inspecteur John Jarvis[5]
- Matt Murray (VF : Thomas Sagols) : Duncan Moore aka « Selfie »[5]

### Acteurs récurrents et invités
- Adam MacDonald : Steve Peck
- Aliyah O'Brien (en) : Holly Stewart
- Clé Bennett : Wesley Cole
- Lyriq Bent (VF : Daniel Lobé) : Frank Best (épisode 1)
- Stacey Farber : Courtney[6] (épisode 1)
- Erin Karpluk (VF : Sylvie Jacob) : Juliette Ward[7] (épisodes 9 et 11)
- Shawn Doyle : Theodore McDonald (épisodes 9, 10 et 11)
- Rachael Ancheril (VF : Céline Melloul) : Marlo Cruz (épisodes 10 et 11)

## Épisodes

### Épisode 1:Entre la vie et la mort
- Canada : 19 mai 2014 sur Global[8]
- États-Unis : 19 juin 2014 sur ABC[9]
- France : 25 février 2015 sur 13ème rue
- Québec : 9 avril 2015 sur AddikTV[10]

- Canada : 1,859 million de téléspectateurs[11] (première diffusion + différé 7 jours)
- États-Unis : 5,92 millions de téléspectateurs[12] (première diffusion)

- Jefferson Brown (Dex)
- Drew Davis (Leo Nash)
- Stacey Farber (Courtney)

### Épisode 2:Selfie
- Canada : 26 mai 2014 sur Global
- États-Unis : 19 juin 2014 sur ABC
- France : 25 février 2015 sur 13ème rue
- Québec : 16 avril 2015 sur AddikTV

- Canada : 1,57 million de téléspectateurs[13] (première diffusion + différé 7 jours)
- États-Unis : 5,92 millions de téléspectateurs[12] (première diffusion)

- William MacDonald (Buson / Sheldon)
- Ryan McDonald (Ray Spencer)

### Épisode 3:Coups au cœur
- Canada : 2 juin 2014 sur Global
- États-Unis : 26 juin 2014 sur ABC
- France : 25 février 2015 sur 13ème rue
- Québec : 23 avril 2015 sur AddikTV

- Canada : 1,741 million de téléspectateurs[14] (première diffusion + différé 7 jours)
- États-Unis : 5,12 millions de téléspectateurs[15] (première diffusion)

### Épisode 4:Dysfonctionnement
- Canada : 9 juin 2014 sur Global
- États-Unis : 3 juillet 2014 sur ABC
- France : 4 mars 2015 sur 13ème rue
- Québec : 30 avril 2015 sur AddikTV

- Canada : 1,664 million de téléspectateurs[16] (première diffusion + différé 7 jours)
- États-Unis : 5,24 millions de téléspectateurs[17] (première diffusion)

### Épisode 5:Sous couverture
- Canada : 16 juin 2014 sur Global
- États-Unis : 10 juillet 2014 sur ABC
- France : 4 mars 2015 sur 13ème rue
- Québec : 7 mai 2015 sur AddikTV

- Canada : 1,602 million de téléspectateurs[18] (première diffusion + différé 7 jours)
- États-Unis : 5,13 millions de téléspectateurs[19] (première diffusion)

### Épisode 6:Deux vérités et un mensonge
- Canada : 23 juin 2014 sur Global
- États-Unis : 17 juillet 2014 sur ABC
- France : 11 mars 2015 sur 13ème rue
- Québec : 14 mai 2015 sur AddikTV

- Canada : 1,592 million de téléspectateurs[20] (première diffusion + différé 7 jours)
- États-Unis : 5,43 millions de téléspectateurs[21] (première diffusion)

### Épisode 7:Pacte avec le diable
- Canada : 9 juillet 2014 sur Global[22]
- États-Unis : 31 juillet 2014 sur ABC
- France : 11 mars 2015 sur 13ème rue
- Québec : 21 mai 2015 sur AddikTV

- Canada : 1,585 million de téléspectateurs[23] (première diffusion + différé 7 jours)
- États-Unis : 4,79 millions de téléspectateurs[24] (première diffusion)

### Épisode 8:Stratégie de repli
- Canada : 16 juillet 2014 sur Global
- États-Unis : 7 août 2014 sur ABC
- France : 18 mars 2015 sur 13ème rue
- Québec : 28 mai 2015 sur AddikTV

- Canada : 1,498 million de téléspectateurs[25] (première diffusion + différé 7 jours)
- États-Unis : 4,59 millions de téléspectateurs[26] (première diffusion)

### Épisode 9:Déménagement
- Canada : 23 juillet 2014 sur Global
- États-Unis : 14 août 2014 sur ABC
- France : 18 mars 2015 sur 13ème rue
- Québec : 4 juin 2015 sur AddikTV

- Canada : 1,677 million de téléspectateurs[27] (première diffusion + différé 7 jours)
- États-Unis : 4,58 millions de téléspectateurs[28] (première diffusion)

### Épisode 10:En mille morceaux
- Canada : 30 juillet 2014 sur Global
- États-Unis : 21 août 2014 sur ABC
- France : 25 mars 2015 sur 13ème rue
- Québec : 11 juin 2015 sur AddikTV

- Canada : 1,258 million de téléspectateurs[29] (première diffusion + différé 7 jours)
- États-Unis : 5,31 millions de téléspectateurs[30] (première diffusion)

Rachael Ancheril (Marlo Cruz)

### Épisode 11:Pour l'éternité
- Canada : 6 août 2014 sur Global
- États-Unis : 21 août 2014 sur ABC
- France : 25 mars 2015 sur 13ème rue
- Québec : 18 juin 2015 sur AddikTV

- Canada : 1,523 million de téléspectateurs[31] (première diffusion + différé 7 jours)
- États-Unis : 5,31 millions de téléspectateurs[30]

Rachael Ancheril (Marlo Cruz)